# Sten Vallquist
Sten Vallquist, född den 19 oktober 1895 i Vilske-Kleva församling, Skaraborgs län, död den 19 december 1981 i Falköping, var en svensk jurist.
Vallquist avlade studentexamen i Skara 1914 och juris kandidatexamen vid Uppsala universitet 1919. Han blev assessor i Göta hovrätt 1926, fiskal där 1930, tillförordnad revisionssekreterare 1931 och hovrättsråd 1933. Vallquist var häradshövding i Vartofta och Frökinds domsaga 1935–1961. Han hade sakkunniguppdrag inom Justitiedepartementet 1934–1935, var Justitieombudsmannens suppleant 1935–1936 och ledamot av 1941 års sakkunniga för utredning om fri rättegång. Vallquist var stadsfullmäktig i Falköping 1943–1952, ordförande i utskrivningsnämnden för Falbygdens sjukhus 1961–1965, i anstaltsnämnden för fångvårdsanstalten i Tidaholm 1959–1964, styrelseledamot i Skaraborgs enskilda bank 1939–1953 samt vice styrelseordförande i Systemaktiebolaget i Skövde 1937–1952. Han blev riddare av Nordstjärneorden 1936 och kommendör av andra klassen av samma orden 1951.